# تشارلي ديفيس
تشارلي ديفيس (بالإنجليزية: Charlie Davis)‏ (1904 ببرستل في المملكة المتحدة - 1967 ببرستل في المملكة المتحدة) هو لاعب كرة قدم بريطاني (وحمل سابقاً جنسية المملكة المتحدة لبريطانيا العظمى وأيرلندا) في مركز الوسط. لعب مع نادي توركي يونايتد ونادي يورك سيتي ونادي مانسفيلد تاون ونادي باث سيتي وGlastonbury F.C. ‏.

## وصلات خارجية
- تشارلي ديفيس على موقع قاعدة بيانات كرة القدم.إي يو (الإنجليزية)